# Can Tell
Can Tell és una masia del municipi de l'Escala inclosa en l'Inventari del Patrimoni Arquitectònic de Catalunya.

## Descripció
Situat a l'oest del nucli urbà de la població de l'Escala, a tocar la rotonda d'accés al centre de la vila des de la carretera GI-623, al costat del rec del Molí i al carrer del Ter Vell.
Masia de planta allargada, formada per la successió de quatre cossos adossats, tres d'ells destinats a habitació i un annex pel garatge. L'edifici principal és de planta rectangular, amb la coberta de dues vessants de teula i distribuït en planta baixa i dos pisos. Presenta el portal d'accés d'arc rebaixat adovellat i, a cada banda, una finestra rectangular emmarcada amb pedra, ambdues restituïdes. Les tres obertures del primer pis, una finestra balconera central i dues finestres rectangulars, han estat restituïdes. La galeria de la segona planta, actualment tancada amb vidre, presenta nou finestres d'arc de mig punt, bastides amb maons. Les tres centrals són de mida més petita que la resta. Per la banda oest se li adossen dos cossos rectangulars, el més proper amb coberta de dues vessants i l'altre de tres, ambdues de teula. L'edifici mitger presenta un gran portal d'arc de mig punt bastit amb maons i, al pis, un balcó d'arc rebaixat de maons també. L'edifici cantoner, amb les obertures també bastides amb maons, té un portal d'arc rodó a la planta baixa i grans finestrals d'arc rebaixat al pis, localitzats a la façana principal i al mur de ponent. A llevant de l'edifici principal s'adossa el garatge. Es tracta d'un petit cos d'una sola planta, amb coberta de dues vessants.
La construcció es troba bastida amb pedra sense desbastar lligada amb abundant morter de calç.

## Història
Masia del segle xix amb diverses reformes posteriors.
Actualment en les terres de l'heretat es troben els vivers de Can Moner.